# Sukki, Nokki, Lekki y Tsukki
Sukki (スッキー), Nokki (ノッキー), Lekki (レッキー), y Tsukki (ツッキー) conocida como los Snowlets (スノーレッツ) son las mascotas oficiales de los Juegos Olímpicos de Nagano 1998, que se celebraron en Nagano en febrero de 1998.